# Jan Eliasson i Skuttungeby
Jan Eliasson (i riksdagen kallad Eliasson i Skuttungeby), född 24 december 1826 i Skuttunge församling, Uppsala län, död där 9 december 1907, var en svensk hemmansägare och riksdagsman. Han var ledamot av andra kammaren, invald i Uppsala läns mellersta domsagas valkrets. Han skrev 40 egna motioner i riksdagen, om lagstiftning mot agitation mot strejker, grundskatternas avskaffande, beväringens avlöning, väghållning, strömrensning och ändrade tulltaxor. Flera motioner berörde ändringar i gällande författning för landstings-, kommun- o församlingsstyrelse.